# Caio (ur. 1975)
Caio, właśc. Caio Ribeiro Decoussau (ur. 16 sierpnia 1975 w São Paulo) – piłkarz brazylijski, występujący podczas kariery na pozycji napastnika.

## Kariera klubowa
Karierę piłkarską Caio zaczął w klubie São Paulo FC w 1994 roku. W lidze brazylijskiej zadebiutował 14 sierpnia 1994 w zremisowanym 0-0 meczu z Paysandu SC. Z São Paulo FC zdobył Copa CONMEBOL 1994. Dobra gra (14 bramek w 31 meczach) zaowocowała tranferem do Europy do Interu Medioalan w 1995. W Interze zadebiutował 29 listopada 1995 w zremisowanym 1-1 meczu z S.S. Lazio. Ostatni raz w Interze Caio zagrał 28 kwietnia 1996 w zremisowanym 0-0 meczu ligowym z Cagliari Calcio. Ogółem w Interze wystąpił w 8 meczach (6 w lidze i 2 w Pucharze Włoch). W sezonie 1996–1997 występował w innym włoskim klubie SSC Napoli. W 1997 roku powrócił do Brazylii do Santosu FC.
Z Santosem wygrał Torneio Rio – São Paulo w 1997 roku. W latach 1998–1999 występował we CR Flamengo. Z Flamengo zdobył Copa Mercosur 1999 oraz mistrzostwo stanu Rio de Janeiro – Campeonato Carioca. W latach 2000–2001 ponownie występował w Santosie FC. Kolejnymi jego klubami były Fluminense FC, CR Flamengo oraz Grêmio Porto Alegre. W latach 2003–2004 Caio ponownie występował w Europie w drugoligowym niemieckim Rot-Weiss Oberhausen. Ostatnim klubem karierze Caio było Botafogo FR. W barwach Botafogo 4 grudnia 2005 w wygranym 2-0 meczu z Fortalezą Caio po raz ostatni wystąpił w lidze brazylijskiej i w karierze, strzelając jedną z bramkę. Jego bilans w lidze to 39 bramek w 188 meczach.

## Kariera reprezentacyjna
W reprezentacji Brazylii Caio zadebiutował 12 stycznia 1996 w wygranym 4-1 meczu z reprezentacją Kanady podczas Złotego Pucharu CONCACAF 1996, na którym Brazylia zajęła drugie miejsca. Caio na turnieju wystąpił w czterech meczach z Kanadą (bramka), Hondurasem (dwie bramki), USA i Meksykiem, który był jego ostatnim meczem w reprezentacji.
W 1995 roku Caio wystąpił w Mistrzostwa świata U-20 w piłce nożnej, na których Brazylia zajęła drugie miejsce. Caio został wybrany najlepszym piłkarzem mistrzostw.

## Komentator
Po zakończeniu piłkarskiej kariery Caio został komentatorem sportowym w telewizji Rede Globo.